# Lui et moi (film, 1988)
Pour les articles homonymes, voir Lui et moi.
Pour plus de détails, voir Fiche technique et Distribution.
Lui et moi (Ich und Er) est une comédie fantastique ouest-allemande réalisée par Doris Dörrie et sortie en 1988.
Il met en scène un homme dont le pénis développe un esprit propre et commence à lui dire ce qu'il doit faire, souvent au point que les gens pensent qu'il est fou. Il s'agit d'un remake du film italien Moi et lui (1973) de Luciano Salce, lui-même adapté du roman Moi et lui d'Alberto Moravia, paru en 1971.

## Synopsis
Bert Uttanzi, un employé discret d'un bureau d'architecture new-yorkais, profite de son 35e anniversaire pour changer de vie. Il veut enfin trouver la reconnaissance qui lui est due et montrer des succès durables dans son travail. Or, c'est justement ce jour-là que son pénis (« Lui ») commence à lui parler et se plaint de n'avoir guère eu l'occasion de s'exprimer au cours des dernières années. Il demande donc à Bert de rattraper les occasions manquées des dernières années et de conquérir le monde des femmes. Après avoir d'abord résisté à ces projets, Bert Uttanzi s'y laisse de plus en plus prendre.
Dans l'une de ses premières actions, le meilleur élément de Bert réussit à diriger une présentation dans le bureau d'architecture de telle sorte que les membres de l'entreprise réunis, et surtout la femme du patron, soient enthousiasmés par les plans de Bert pour une marina. En 21 jours, Bert doit concrétiser ces plans. Pour ne pas être distrait à la maison par sa femme et son enfant, il loue une chambre à proximité du bureau d'architecture. Bert se met au travail avec la ferme intention de terminer les plans à la date limite indiquée.
Mais comme son pénis a d'autres projets, Bert, poussé par ses désirs sexuels refoulés, se retrouve dans quelques situations difficiles. Mais Bert ne tarde pas à remarquer des changements intéressants dans sa vie.

## Fiche technique
- Titre français : Lui et moi[2]
- Titre original allemand : Ich und Er[3]
- Réalisation : Doris Dörrie
- Scénario : Warren Leight
- Photographie : Helge Weindler (de), Randal Ballsmeyer
- Montage : Raimund Barthelmes (de)
- Musique : Klaus Doldinger
- Production : Bernd Eichinger, Jake Eberts, Dieter Meyer
- Société de production : Konstantin Film Produktion
- Pays de production :  Allemagne de l'Ouest
- Langue originale : allemand
- Format : couleurs par Eastmancolor - 1,66:1 - Son stéréo - 35 mm
- Durée : 90 minutes
- Genre : comédie fantastique
- Dates de sortie :
  - Allemagne de l'Ouest : 15 septembre 1988
  - France : 1er mars 1989

## Distribution
- Griffin Dunne : Bert Uttanzi
- Ellen Greene : Annette Uttanzi
- Craig T. Nelson : Pierre Aramis
- Kelly Bishop : Eleanor Aramis
- Carey Lowell : Janet Anderson
- Robert LaSardo : Tony
- Heiner Lauterbach : Lui (voix du pénis)

## Accueil
Avec 3,5 millions de spectateurs, le film s'est classé à la sixième place des plus grands succès cinématographiques de l'année 1988. Il a été récompensé par le Goldene Leinwand.